# Ivan Smodiš
Ivan Smodiš, slovenski veteran vojne za Slovenijo, * ?.

## Odlikovanja in nagrade
Leta 2005 je prejel častni znak svobode Republike Slovenije z naslednjo utemeljitvijo: »za izjemne zasluge pri uveljavljanju in obrambi samostojnosti in suverenosti Republike Slovenije«.